# Oxyopsis acutipennis
Oxyopsis acutipennis är en bönsyrseart som beskrevs av Carl Stål 1877. Oxyopsis acutipennis ingår i släktet Oxyopsis och familjen Mantidae. Inga underarter finns listade i Catalogue of Life.